# Зайцев, Алексей Дмитриевич (российский военачальник)
Алексе́й Дми́триевич За́йцев (1770 — после 1855) — русский генерал, участник Итальянского похода Суворова.

## Биография
Родился в 1770 году и по обычаю своего времени малолетним был записан в Азовский пехотный полк. Боевая деятельность Зайцева началась очень рано: семнадцатилетним юношей он уже находился с полком в походах за Кубанью (1787—1789) и доходил по черкесским горам к Чёрному морю до Анапы и Тамани.
Во время внутренних смут в Польше 1792 года, когда русские войска по просьбе Тарговицких конфедератов были двинуты Екатериной II в Польшу, сражался при м. Маре, находился при бомбардировке и сдаче крепости Несвижской и затем участвовал в битвах при Зельве, Брест-Литовске и Тирасполе. Разразившееся в 1794 году польское восстание вновь принудило русских отправиться в Польшу. Зайцев, войдя в состав войск, предназначенных для этой цели, под предводительством Суворова двинулся в Польшу и в сентябре месяце участвовал в ожесточенной битве при м. Крупчицах на Буге, затем был в делах при Брест-Литовске и Кобылке и в ночном штурме Варшавского предместья Праги. За мужество и храбрость в последнем деле он был пожалован золотым крестом и произведён в прапорщики.
В 1795 году Зайцев был произведён в подпоручики с переводом в Полоцкий пехотный полк, из которого вскоре вновь вернулся в Азовский пехотный полк и 9 августа 1798 года был произведён в поручики.
В 1799 году во время войны с французами Зайцев за отличие был произведён в капитаны с назначением бригад-майором в корпус генерал-лейтенанта Ребиндера, расположенный в то время в Италии. Главное начальство над войсками было предоставлено Суворову, вызванному императором Павлом из своего новгородского уединения и осыпанному милостями. Император Австрийский умолял прислать во главе вспомогательного корпуса именно Суворова, так как в этом назначений он видел единственный благоприятный исход кампании и залог будущих успехов союзников. Совершив переход через Восточную Галицию, Венгрию и Штирию, Зайцев прибыл в Италию, где принял участие в сражениях с французами и находился при бомбардировке и взятии крепости Тортоны и в поиске неприятеля в Генуэзских горах.
Одержав ряд блестящих побед над французами, Суворов, вследствие происков Австрии, вынужден был оставить Италию и, согласно новому выработанному в Вене плану, двинуть свои войска в Швейцарию на соединение со второй русской вспомогательной армией Римского-Корсакова, которая в половине августа должна была прийти в Шафгаузен. Русские, поставленные в самое неудобное положение, осенью предприняли тяжелый переход через гору Сен-Готард, так как другие более доступные пути были уже заняты французами. Находясь среди этих неустрашимых людей, предводительствуемых гениальным полководцем, Зайцев сделал легендарный переход, сопряженный с тысячами лишений и трудностей, потому что войскам приходилось двигаться по узким тропиночкам среди неприступной дикой природы. Потеряв 2000 человек, погибших во время пути и в сражениях при Урзерне, Гертоволе, Чёртовом мосте и Альторфе, лишившись всей артиллерии и боевых припасов, русские, наконец, достигли Муттенской долины, где атаковали врасплох и разгромили 70-тысячную французскую армию, которая совершенно не допускала мысли, чтобы наши изнуренные, босые, утомленные тяжелым переходом солдаты осмелились напасть на неё.
30 октября 1799 года за труды, понесенные при переходе через Альпийские горы, и за отличную храбрость в неоднократных сражениях Зайцев был пожалован кавалером ордена св. Анны 3-й степени; в 1800 году он был награждён орденом св. Иоанна Иерусалимского и затем состоял лично при особе государя и по особой его милости был назначен в том же году комендантом в Выборгскую крепость с оставлением по армии.
Зайцев в составе немногочисленной свиты Павла присутствовал при прощании императора с Суворовым, и оставил следующий рассказ, переданный Я. Старковым в книге «Рассказы старого воина»: «При проносе гроба, государь изволил снять с головы своей шляпу, и проговорил: „прощай! прости!… мир праху великого!“ — Я не утерпел, и никак не мог себя удержать, громко зарыдал, говорил Алексей Дмитриевич. Государь обернул ко мне голову, взглянул и изволил сказать: „Г-н Зайцев! вы плачете? Это похвально; это делает вам честь; вы любили его!“ У его величества из глаз слезы падали каплями.»
В бытность свою Выборгским комендантом Зайцев, по предписанию начальства, соорудил в Транзундских проходах 9 батарей, предназначенных для отражения неприятеля с моря; оборона их всецело была представлена в распоряжение Зайцева. В 1808—1809 годах Зайцев с успехом использовал эти укрепления, за что и был награждён орденом св. Анны 2-й степени.
В 1809 году в чине полковника он был комендантом с назначением шефом бывшего Роченсальмского гарнизонного полка. В 1812 году Зайцев по болезни был назначен в Воронежский внутренний гарнизонный батальон и впоследствии был начальником 2-й бригады 6-го округа корпуса внутренней стражи. В 1828 году за отличие по службе произведён в генерал-майоры, с назначением окружным генералом бывшего 10-го округа, из которого в 1829 году был переведён в 5-й округ того же корпуса.
В 1831 году Зайцев по прошению был уволен от службы с мундиром и пенсией полного оклада. Последние годы своей жизни Зайцев провел в Воронеже, занимаясь главным образом благотворительностью в пользу бедных, по делам которых он принимал на себя ходатайства. Часто в кругу родных и знакомых Зайцев любил вспоминать о походах и приключениях своей разнообразной жизни и о бессмертных великих подвигах Суворова, свидетелем которых был сам. Ревностная служба Зайцева была ценима как императором Павлом Петровичем, так и государем Александром I, жаловавшим его не только орденами, но и Высочайшими подарками; так, он дважды удостоился получить алмазные перстни, первый раз в 1803 году — за благоустройство крепости Выборга и исправность в караулах, а второй раз в 1806 году — за отличное содержание и устройство Выборгского военно-сиротского отделения. Кроме того, за усердие к службе он в 1805 году получил золотую табакерку.
Жена — Елена Петрова (в 1807 году — 31 год). Дети: Иван, Анна, Варвара (10, 7 и 4 года, соответственно, согласно Исповедной росписи Выборгского Преображенского собора за 1807 год. — С. 118.), Татьяна (впоследствии жена А.П. Корнилова и мать Алексея и Александра Корниловых).